# Artemisia carruthii
Artemisia carruthii, tên gọi thông thường ngải Carruth, là một loài thực vật có hoa trong họ Cúc. Loài này được Alph.Wood ex Carruth. mô tả khoa học đầu tiên năm 1877.